# Bruce Robertson
Bruce Robertson (født 17. juni 1962 i Calgary) er en canadisk tidligere roer og olympisk guldvinder.
Robertson begyndte først at ro, da han var i begyndelsen af tyverne i 1984, men han blev hurtigt god nok til at komme på landsholdet. Allerede i 1986 var han med i toeren med styrmand til VM, hvor Canada blev nummer syv. Han deltog i samme bådtype til de panamerikanske lege samme år og kom det følgende år med i otteren for første gang, mens han til OL 1988 i Seoul roede firer uden styrmand.
Ved OL blev canadierne nummer fire i det indledende heat og nummer to i opsamlingsheatet, hvilket gav adgang til semifinalen. Her blev det dog til en sjette- og sidsteplads, hvilket betød, at de måtte i B-finalen. Dette løb gav dem en femteplads og dermed en samlet elvteplads i konkurrencen.
Ved VM i 1989 blev han i fireren uden styrmand nummer ti, hvorpå han skiftede mere permanent til otteren. Med denne båd vandt han sølv ved VM i 1990 og i 1991. Canadierne var derfor blandt medaljefavoritterne ved OL 1992 i Barcelona. Den canadiske båd vandt sit indledende heat, men blev i semifinalen besejret af Rumænien, der havde sat olympisk rekord i deres indledende heat. Andenpladsen var dog tilstrækkelig til at sende canadierne i finalen, og her fulgtes feltet ad, indtil canadierne trak fra ved 1500 m. Rumænerne var nær ved at indhente dem, men med en tid på 1.29,53 minutter (ny olympisk rekord) holdt canadierne deres førsteplads, 0,14 sekund foran rumænerne, mens det tyske hold var lidt over et halvt sekund yderligere bagud på tredjepladsen. Det var anden gang canadierne vandt OL-guld i denne disciplin, og udover Robertson bestod bådens besætning af Darren Barber, Michael Forgeron, Robert Marland, John Wallace, Derek Porter, Michael Rascher, Andrew Crosby og styrmand Terrence Paul.
Efter OL 1992 indstillede han sin elitekarriere for at hellige sig sine studier i økonomi, som i en periode fandt sted på University of Oxford i England. Her roede han dog for universitetet, blandt andet i den traditionsrige match mod University of Cambridge. Efter afslutningen af sine studier fungerede Robertson først som rotræner, inden han blev engageret i den administrative side af rosporten, og han har været med i ledelsen i det canadiske roforbund. Han blev optaget i Canadas Olympiske Hall of Fame i 1994.

## OL-medaljer
- 1992:  Guld i otter